# سمفونی سکوت
سمفونی سکوت (ارمنی: Լռության սիմֆոնիա) یک فیلم به کارگردانی نویسندگی و تهیه‌کنندگی ویگن چالدرانیان است که در سال ۲۰۰۱ منتشر شد.
این فیلم نامزد سینمای ارمنستان در هفتاد و چهارمین دوره جوایز اسکار در بخش بهترین فیلم خارجی‌زبان شده‌است.

## بازیگران
- میکائیل بوغوسیان
- کارن جانیبکیان[۲]
- ژان-پیر نشانیان[۳]
- نینو کاسرازده
- ولادیمیر مسریان
- باربارا بریسکا
- نارینه آلکسانیان
- رودولف قوندیان
- واچاگان گریگوریان[۴]
- هوهانس باباخانیان
- گالینا میساکیان
- گوورگ آچوقیان
- النا التچنکوفا
- روبرت هاروتیونیان
- روبن چوقیکیان
- ولادیمیر مسریان
- سوفیک سارگسیان
- مایرانوش گریگوریان
- سوس سارگسیان